# Kisgyőr
Kisgyőr is een plaats (község) en gemeente in het Hongaarse comitaat Borsod-Abaúj-Zemplén. Kisgyőr telt 1655 inwoners (2001).